# Hohtannhöhe
Die Hohtannhöhe mit 1179,4 m ü. NHN im Südschwarzwald in Baden-Württemberg verbindet die Ortschaft Aitern mit dem Passübergang Wiedener Eck. Die Hohtannhöhe stellt einen natürlichen Passübergang zwischen den Bergen Hohtannen (1249 m) im Norden und dem Rollspitz (1236 m) im Südosten dar beziehungsweise verbindet das Aiternbachtal und Wiedener Tal miteinander und ist der höchste Pass des Landkreises Lörrach. Die Passhöhe befindet sich auf dem Gemeindegebiet von Aitern.

## Profil
Von Aitern aus führt die L 142 zum Belchen. Etwa 100 Meter nach dem Multener Wasserfall wechselt die Straßenbezeichnung zur Kreisstraße 6341 und verzweigt auf einer Höhe von 1060 m einerseits zur Talstation der Belchen-Seilbahn und andererseits zur Hohtannhöhe. Von der Verzweigung überwindet die Passstraße auf 2,5 Kilometer einen Höhenunterschied von 120 Metern, was einer durchschnittlichen Steigung von 4,8 % entspricht. Das Steigungsmaximum liegt bei 8 %.
Am Kulminationspunkt der Hohtannhöhe befindet sich eine Haltestelle für eine Regionalbuslinie. Südlich der Passhöhe befindet sich ein Wanderparkplatz, ein Zeltplatz sowie die gasbeheizte Hohtannhütte. Hier befindet sich auch das Langlaufzentrum Hohtann-Belchen.
Die Nordostrampe führt von der Hohtannhöhe in 2,9 Kilometer hinab zum Wiedener Eck. Auf dieser Rampe werden 145 Höhenmeter überwunden was einer durchschnittlichen Steigung von 5 % entspricht. Das Steigungsmaximum liegt bei 6 %. Zwischen der Passhöhe und dem Wiedener Eck befindet sich noch eine weitere Bushaltestelle am Lückle auf 1158 m ü. NHN sowie am Skilift/Holzplatz.